# Dalhousie Cantonment
Dalhousie Cantonment es una ciudad y acantonamiento  situada en el distrito de Chamba,  en el estado de Himachal Pradesh (India). Su población es de 3549 habitantes (2011). 

## Demografía
Según el censo de 2011 la población de Dalhousie Cantonment era de 3549 habitantes, de los cuales 2550 eran hombres y 999 eran mujeres. Dalhousie Cantonment tiene una tasa media de alfabetización del 97,02%, superior a la media estatal del 82,80%: la alfabetización masculina es del 95,74%, y la alfabetización femenina del 92,91%.